# 문보라
문보라(1990년 6월 5일 ~ )는 대한민국의 가수, 배우이다.

## 학력
- 전주예술고등학교
- 용인대학교

## 연기 활동

### 드라마
- 2009년 SBS 월화드라마 《천사의 유혹》

### 영화
- 2010년 《아이 두》
- 2011년 《서유기 리턴즈》 ... 연구원 3 역
- 2011년 《굿바이 보이》 ... 병원 간호사 역

## 음반
- 2010년 승리의 순간을 위해 (필승 코리아)
- 2010년 1집 Rainbow
- 2010년 사랑이 내리는 날에 (인생은 아름다워 OST)
- 2011년 TvN 막돼먹은 영애씨 시즌 8 OST
- 2016년 Second Story Luna